# Austrochaperina yelaensis
Austrochaperina yelaensis е вид жаба от семейство Microhylidae.

## Разпространение
Видът е разпространен в Папуа Нова Гвинея.